# Sergio Pininfarina
Sergio Pininfarina (Torino, 1926. szeptember 8. – Torino, 2012. július 3.) olasz ipari vállalkozó, formatervező és politikus.
Nemzetközi hírnevét számos kedvelt sportautó formatervezése alapozta meg. 1979 és 1985 között az olasz Liberális Párt (PLI) színeiben képviselő az Európai Parlamentben, 2005-ben elnyerte az Olaszország Örökös Szenátora címet.

## Élete
Eredeti nevén Sergio Farinaként született, a család neve Pininfarinára akkor változott, amikor apja, Battista Farina 1961-ben hivatalosan is, elnöki dekrétum alapján felvette "Pinin" becenevével módosított vezetéknevét, hogy az akkorra már ismert (eredetileg Carozzeria Pinin Farina néven futó, később már egybeírt) Carozzeria Pininfarina autótervező cégével a neve harmonizáljon.
Sergio Pininfarina 1950-ben szerzett mérnöki diplomát a Torinói Műszaki Egyetemen (Politecnico di Torino). Ezután hamarosan bekapcsolódott apja cégének tevékenységébe, amelynek annak 1966-ban bekövetkezett halála után elnöki tisztét is átvette.
Pininfarina nős volt, felesége Giorgia. Lánya, Lorenza kommunikációs igazgató volt és más vezető tisztségeket töltött be a Pininfarina SpÁ-nál, Andrea nevű fia, aki szintén vezette a családi céget, 2008-ban balesetben hunyt el. A cégvezetést második fia, Paolo Pininfarina vette át.

## Karrierje formatervezőként
1965-ben Pininfarina személyes hatására döntött úgy Enzo Ferrari, hogy egy új motorelhelyezésű, elérhető árú sportkocsitípust terveznek. Ez lett a Ferrari Dino Berlinette Speciale, amelyet a Párizsi Autószalonon mutattak be ugyanebben az évben. Ismert formatervei közé tartozik a Ferrari Testarossa, a Fiat 124 Sport Spider. A vasúti járműtervezésben is kitűnt a Svájci Szövetségi Vasutaknál (SBB) használt Re 460 mozdonnyal, valamint a Bombardier által gyártott zürichi Cobra Tram alacsony padlós villamosjárművel.

## Politikusi tevékenysége
Pininfarina az 1979-es Európa-parlamenti választásokon indult az Olasz Liberális Párt (Partito Liberale Italiano, PLI) jelöltjeként és került be képviselőként, majd öt évvel később újraválasztották. 1988-ban azonban lemondott, mert a Confindustria elnöke lett, ez utóbbi tisztséget 1992-ig viselte. Carlo Azeglio Ciampi olasz államelnök 2005. szeptember 23-án örökös szenátorrá nevezte ki az Olasz Parlament (Parlamento italiano) Szenátusába (Senato della Repubblica).